# IFL
IFL - International Friendship League é uma ONG de cariz internacional, sem fins lucrativos, sem conotação política ou sectária, fundada em Inglaterra no ano de 1931. 
Obteve o estatuto consultivo junto da UNESCO em 1948, e mais tarde representada nas Nações Unidas.
O Grupo Português da IFL foi aprovado em 1979 na Assembleia Internacional realizada em Ratisbona (Alemanha) e reconhecido na lei portuguesa (Diário da Republica nº. 81-III Série, de 07/04/80).
Actualmente a sede da IFL em Portugal encontra-se em Alcochete.
Sede Nacional: Rua Ruy de Sousa Vinagre, 2- 2890-017 Alcochete, Portugal.
Telef. 212340243 - iflportuguesa@sapo.pt